# Centema alternifolia
Centema alternifolia är en amarantväxtart som beskrevs av Schinz. Centema alternifolia ingår i släktet Centema och familjen amarantväxter. Inga underarter finns listade i Catalogue of Life.